# Richmond (Utah)
Richmond é uma cidade localizada no estado norte-americano de Utah, no Condado de Cache.

## Demografia
Segundo o censo norte-americano de 2000, a sua população era de 2051 habitantes.
Em 2006, foi estimada uma população de 1790, um decréscimo de 261 (-12.7%).

## Geografia
De acordo com o United States Census Bureau tem uma área de
7,6 km², dos quais 7,6 km² cobertos por terra e 0,0 km² cobertos por água. Richmond localiza-se a aproximadamente 1389 m acima do nível do mar.

## Localidades na vizinhança
O diagrama seguinte representa as localidades num raio de 12 km ao redor de Richmond.